# 身體的語言
《身體的語言─從中西文化看身體之謎》（英語：The Expressiveness of the Body and the Divergence of Greek and Chinese Medicine），栗山茂久的著作，1999年出版，中文版在2001年由台北究竟出版社出版，譯者為陳信宏。在書中比較中西方傳統的醫學歷史，引用許多醫學的典籍，並且進行詳細的分析，讓人思考過去觀看身體的方式，並對現在進行反省。
書中分成三個部份，第一部份描述觸摸的方式，脈搏的觸摸和觸摸後的敘述在東西方由不同的方式表現。第二部份是觀察的方式，提供西方解剖學對肌肉的看法，相對來說，東方在觀察上則是採用望色。第三部份是存在的狀態，東西方對血和氣的看法。